# Quenast
 (juillet 2025).
Si vous disposez d'ouvrages ou d'articles de référence ou si vous connaissez des sites web de qualité traitant du thème abordé ici, merci de compléter l'article en donnant les références utiles à sa vérifiabilité et en les liant à la section « Notes et références ».
Quenast (en wallon Kinåsse) est une section de la commune belge de Rebecq située en Région wallonne dans la province du Brabant wallon.
C'était une commune à part entière avant la fusion des communes de 1977.

## Toponymie
Formes anciennes : Canatha en 1119, Nahtha en 1170, Chanaste en 1219, Kenastia XIIIe siècle.[réf. souhaitée]
Hypothèses : chemin (latin caminus) de Naast  ou chemin du four (moyen néerlandais nast).[réf. nécessaire]

## Géographie
Deux bois sont situés sur le territoire communal : le bois de Neppe et le bois du Chenois. Le village est également constitué de quelques hameaux parmi lesquels le Coin Perdu et le Petit Bruxelles.

## Démographie
- Sources:INS, Rem:1831 jusqu'en 1970=recensements, 1976= nombre d'habitants au 31 décembre

## Histoire
Au XVIIIe siècle, Jean-François-Joseph Maleingreau, écuyer, est seigneur de Quenast, Jaytte. Il épouse Angélique-Jeanne-Philippine-Joseph Leduc de Masnuy. Leur fils Jean-François de Maleingreau (1720-1791), écuyer, baptisé à Saint-Germain de Mons le 15 mai 1720, leur succède en tant que seigneur de Quenast. Il est conseiller pensionnaire des États du Hainaut, bourgeois de Lille le 12 septembre 1759. Il prend pour femme successivement Marie-Jeanne le Rousseau, Marie-Thérèse-Séraphine-Joseph Hespel (Famille Hespel), Marie-Françoise-Désirée de Vinchant de la Haye. Il meurt le 7 août 1791, à 71 ans.
Fait peu connu, en 1961, le bourgmestre de Quenast organisa un référendum local qui donna une majorité en faveur du fédéralisme prôné par le leader syndicaliste wallon André Renard.
C'est à la Maison du peuple de Quenast que fut tourné le film de Thierry Michel, Hiver 60 (sorti en 1982), précisément sur la grève générale de l'hiver 1960-1961.

## Héraldique
|  | Blasonnement : De sinople à une tour crénelée d'argent chargée en cœur d'un écusson de gueules à un K d'or. - Arrêté royal : 3 juillet 1925 |

## Patrimoine et culture

### Patrimoine architectural et sites

#### Les carrières de Quenast
Célèbres par le passé pour ses "pavés", les fameuses carrières de porphyre de Quenast constituent un pôle industriel de l'entité. Celles-ci se sont regroupées au fil du temps en une exploitation unique qui est toujours en activité actuellement.
Pierre d’origine volcanique, le porphyre a été exploité dans la région de Quenast dès le début du XVIIe siècle par les habitants du village à leur usage personnel. Divers particuliers tirent profit des carrières de Rebecq et de Quenast jusqu’en 1844, moment où Joseph-Emmanuel Zaman commence à les racheter. Quelques années plus tard, la "Société Zaman et Cie" (créée en 1854) a englobé les plus belles carrières de la région. Joseph-Emmanuel Zaman s’attache à industrialiser la production et, en 1864, l’entreprise devient la "Société anonyme du porphyre de Quenast" qui englobera les "Nouvelles carrières du Brabant" et les "Carrières de l’Ermitage de Lessines" avant d’être reprise en 1985 par la "S.A. Gralex".
Les carrières de Quenast forment la plus grande carrière à ciel ouvert d'Europe. Elle a une superficie de 140 Ha. et atteint maintenant une profondeur d'environ 125 mètres. Ce filon de porphyre (pierre d'origine volcanique) s'étend de Quenast à Lessines sous une vingtaine de mètres de terre ; il fut exploité dès le XVIIIe siècle. Cette roche très dure servait traditionnellement à confectionner les célèbres pavés routiers belges. Depuis 1946, grâce à la mécanisation et l'élaboration de nouvelles chaînes de production, la production s’est tournée vers les matériaux concassés : enrobés pour l'asphalte routier, ballast pour chemins de fer et surtout TGV, dalles, tuyaux.
Les carrières ont profondément marqué le paysage et l'architecture rebecquois. Les terrils, appelés" buts", forment des collines boisées au pied desquelles l'on retrouve encore de nos jours des maisons ouvrières avec une architecture typique utilisant la pierre locale.

#### La brasserie Lefebvre
C'est en 1876 que naît une des entreprises les plus célèbres de l'entité : la Brasserie Lefebvre.
Toujours en activité, cette brasserie artisanale vieille de 140 ans est située dans le village de Quenast et a été exploitée par six générations de la famille Lefebvre.
C'est aujourd'hui la seule des nombreuses brasseries - jadis florissantes à Quenast - encore en activité.

#### L'église Saint-Martin

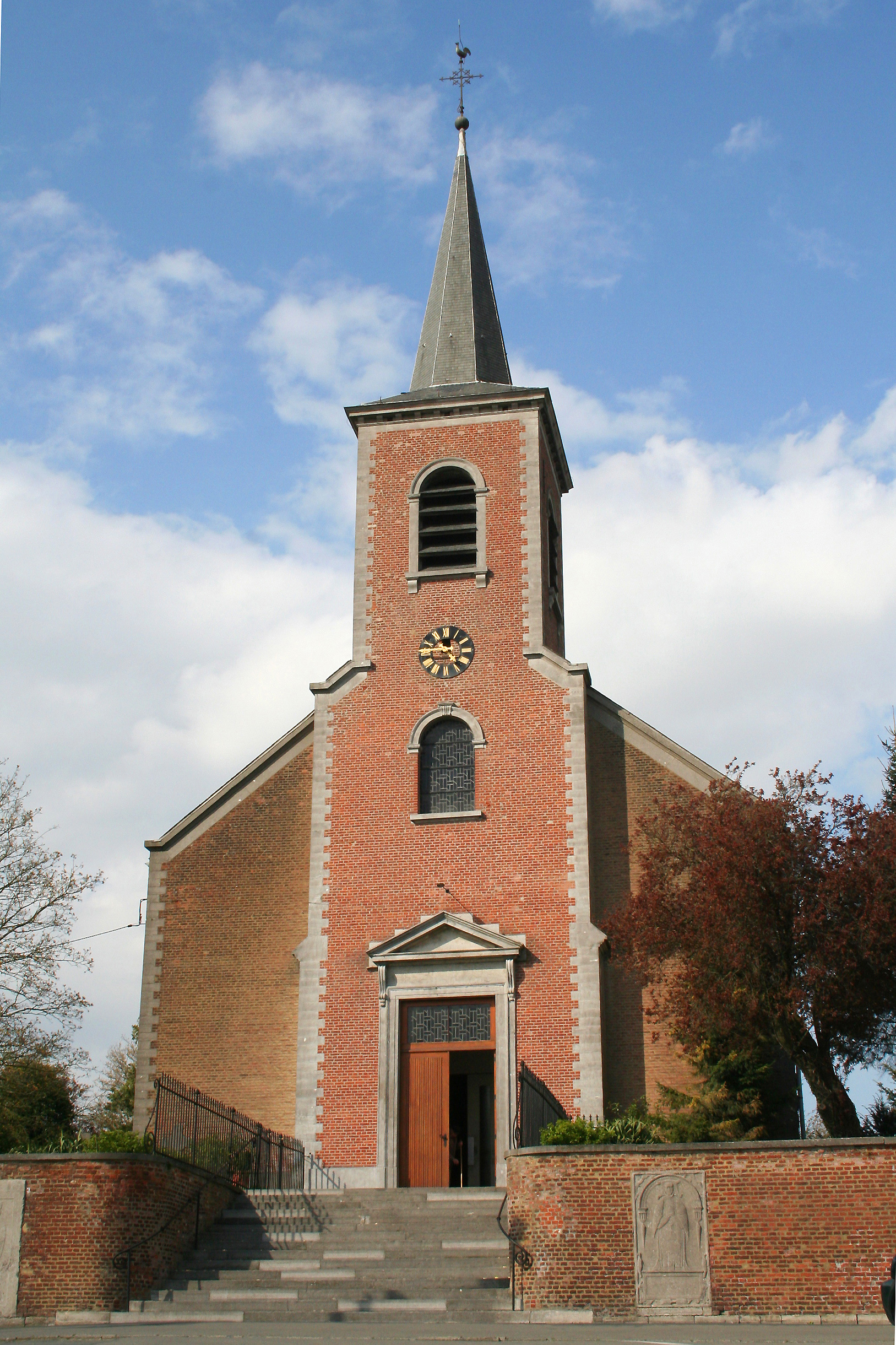
L'église Saint-Martin.

Construit en 1855 par l'architecte provincial Coulon, cet édifice néo-classique remplace une église gothique du XIVe siècle située dans l'ancien cimetière. Un petit cimetière l'entoure sur trois côtés.
À l'intérieur, au-dessus du maître-autel baroque, un tableau représente la Charité de Saint Martin. L'église abrite aussi des orgues remarquables - les plus anciennes de la Région wallonne - datant du XVIe siècle et rappelant l'influence gothique.

#### Autres centres d'intérêt
Au milieu du rond-point du quartier du Faubourg trône une immense tortue qui semble sortie tout droit d'une autre époque.
Celle-ci représente en fait le squelette d'une tortue qui a été découverte il y a une centaine d'années dans les carrières de Quenast. Il s'agirait d'un exemplaire unique en Europe et il daterait de plus de 50 millions d'années.
Fidèle reproduction de l'original se trouvant au Musée des Sciences naturelles à Bruxelles, cette tortue est l'œuvre d'un artiste local, Wilfred Burie. Elle est réalisée en polyester sur une armature métallique. Les dimensions de la statue sont importantes : la hauteur est de 2,50 mètres et la largeur est de 1,20 mètre. Ce rond-point est considéré comme étant "Le plus laid rond-point de Belgique".
Un vélodrome a aussi été construit en 2002, mais la totalité des infrastructures n'est que trop rarement ouverte (il y a  paraît-il des vélos "Eddy Merckx" de toutes tailles à disposition des cyclistes lors des rares ouvertures de la buvette). Toutefois l'accès à la piste est libre et l'endroit est le lieu idéal pour l'apprentissage du vélo par les enfants, le site est totalement sécurisé et sans danger. Ce lieu n'est malheureusement pas assez fréquenté par les habitants du grand Rebecq et cela le condamne à disparaitre. Le projet de construire une piscine à cette place existe. Le vélodrome est désormais désaffecté. Pour cause, la construction du trou de la piscine juste à côté a provoqué un effondrement du bitume du complexe cycliste. 

### Culture

#### Folklore
Un cortège carnavalesque reliant Quenast à Rebecq a lieu le dimanche 14 jours avant Pâques, de 14h00 à 18h00.